# Ingénieur industriel
En Belgique, le diplôme d'ingénieur industriel est attribué légalement dans onze Instituts Supérieurs Industriels (ISI) faisant partie des Hautes Écoles en Communauté française de Belgique ainsi que dans trois Instituts d’Enseignements de Promotion Sociale (en abrégé EPS) situés dans la partie francophone du pays. Par contre en région flamande la formation a été intégrée dans les universités dès 1977. La durée des études est de 4 ans en région flamande et de 5 ans en région wallonne : d'abord un 1er cycle de 3 ans (180 ECTS ; bachelier) et ensuite un 2e cycle de 2 ans (120 ECTS ; master). 
Le cursus a le grade universitaire (loi du 18 février 1977 remaniée par le processus de Bologne) et est qualifié d'académique en communauté française par l'article 15 du décret de la communauté française — dit décret « Paysage » — du 7 novembre 2013 publié au Moniteur belge le 18 décembre 2013.
Cette terminologie n'est pas employée en France (niveau Bac +5), où le diplôme d'ingénieur peut recouvrir un large spectre de spécialités et secteurs d'application selon l'école et la filière choisie, dont le génie civil est une parmi d'autres.

## Grade et titre
Ces études bénéficient du grade de master en sciences de l'ingénieur industriel (M.Sc.) et du titre d'ingénieur industriel (Ing.). Les ingénieurs industriels diplômés précédemment (1er cycle de 2 ans [candidature] + 2e cycle de 2 ans [ingénieur/licence]) sont assimilés au nouveau grade. Un arrêté du gouvernement de la Communauté française du 6 juillet 2007 (publié au Moniteur Belge le 7 septembre 2007) fixe l'équivalence entre l'ancien grade académique (ingénieur industriel) et le nouveau grade académique (master en sciences de l'ingénieur industriel). 
Le grade est un niveau d'études supérieures atteint. Il est relatif à la formation (diplôme).
Le titre relève de l’accréditation à exercer et de la responsabilité civile, c’est pourquoi il bénéficie d’une protection particulière. Le port du titre est réservé aux détenteurs du grade de master en sciences de l'ingénieur industriel, de tout grade assimilé à ce grade. Les ingénieurs diplômés à l'étranger peuvent demander au pouvoir compétent (la Communauté française, la Communauté germanophone ou la Communauté flamande) la reconnaissance de l'équivalence de leur diplôme avec le diplôme d'ingénieur industriel belge, ce qui, en cas de reconnaissance d'équivalence, leur confère le grade d'ingénieur industriel en Belgique et donc le droit d'utiliser le titre d'Ingénieur industriel (Ing.) en Belgique.
Il existe encore sur le marché de l'emploi des ingénieurs techniciens formés jusqu'en 1980 (3 ans ou parfois 4 ans). Cette formation est également protégée par la loi.
En Belgique, tous les diplômes d'ingénieurs étant reconnus par l'État, ceux-ci valent accréditation à l'accès à la profession.  
Les titres et grades d'ingénieurs belges sont protégés par la Loi depuis 1933 et défendus par leurs fédérations éventuellement sous la coupole unifiée et nationale (fédérale) du Comité des Ingénieurs Belges - Belgische Ingenieur comite (CIBIC) ; la plus haute instance représentant d'une seule voix l'ensemble des ingénieurs légalement diplômés en Belgique. 

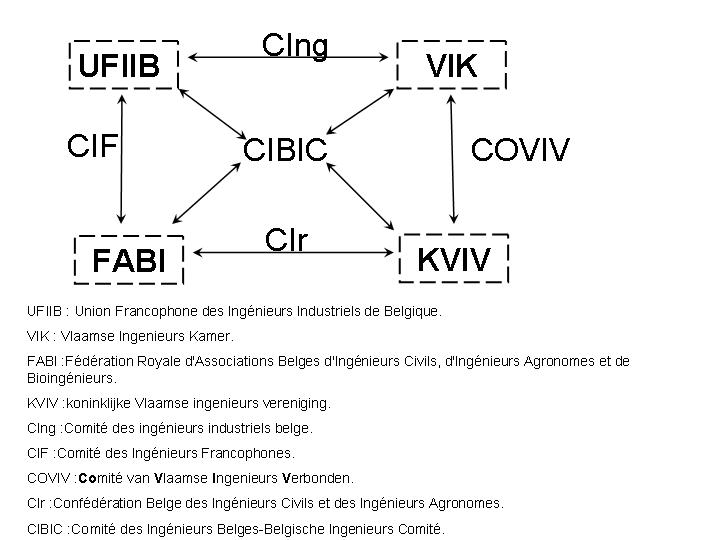
Organigramme national (fédéral) des fédérations d'ingénieurs diplômés en Belgique depuis 2007

Le diplôme d'ingénieur industriel est défendu et promu par l'Union Francophone des Ingénieurs Industriels de Belgique (UFIIB) pour ceux qui sont formés en langue française et par la Vlaamse Ingenieurs Kamer (VIK) pour ceux qui sont formés en langue néerlandaise.

## Par pays

### Belgique
En Belgique francophone, il y a 11 Hautes Ecoles (avec les fusions) qui organisent des études d'ingénieurs industriel : ECAM, HECh, HEH (anciennement ISIMs), HELdB, HELHa, HELMo Gramme, Henallux, HEPH Condorcet (anciennement ISIPH), HEPL (anciennement ISIL), HERS Arlon (anciennement ISIA), ISIB. Trois Instituts d’Enseignements de Promotion Sociale organisent également ces formations : ISIPS, IEPSCF, ISL EPS.
Les Masters en Sciences de l'ingénieur industriel, en Sciences de l'ingénieur industriel en agronomie et les ingénieurs techniciens (1952-1976) francophones sont représentés par l'UFIIB (Union Francophone des Associations d'Ingénieurs Industriels de Belgique). Depuis 2010 les deux grandes fédérations francophones d'ingénieurs que sont l'UFIIB et la FABI, qui ensemble constitue la CIF, siègent ensemble sur le campus de l'École Royale Militaire au centre de Bruxelles. Elles cohabitent activement au sein du CIBIC et partagent ce qui peut l'être, comme la promotion des métiers d'ingéniorat avec le site Internet « ingenieursbelges.be » et leurs observatoires des emplois avec les enquêtes "salaires-satisfactions" (< FABI).
L'UFIIB avec son homologue flamand, la VIK forment le Comité des Ingénieurs Industriels Belge (CIng)

#### Diplômes délivrés
Les diplômes sont délivrés pour les finalités suivantes :
- Aérotechnique
- Agronomie et gestion du territoire
- Agro-industrie
- Horticulture
- Mécanique
- Électromécanique
- Automatisation
- Électricité
- Électrotechnique
- Électronique
- Informatique
- Chimie
- Biochimie
- Emballage et conditionnement
- Génies physique et nucléaire
- Construction
- Géomètre
- Industrie
- Santé[2]
- Textile

### Burundi
Au Burundi, le diplôme correspond à l'ancien système belge en 4 ans.

### Grand-Duché de Luxembourg
Au Grand-Duché de Luxembourg, les études d'Ingénieur industriel étaient organisées par l'IST, Institut Supérieur de Technologie, à partir de l'année académique 1998/1999 (jusqu'en 1998, l'IST organisait les études d'Ingénieur technicien), puis par l'Université du Luxembourg à partir de 2003 et jusqu'à l'année académique 2008/2009.
La formation était tout à fait semblable à celles organisées par les établissements supérieurs belges. Le diplôme obtenu à l'Université du Luxembourg était directement et obligatoirement inscrit au registre des titres d'enseignement supérieur luxembourgeois.
Il y a donc deux types de diplômes d'ingénieur industriel délivrés au Grand-Duché de Luxembourg : l'un est celui délivré entre 1999 et 2003 par l'IST, dont les études sont qualifiées de niveau universitaire, l'autre délivré ensuite par l'Université du Luxembourg et dont les études sont qualifiées d'universitaire. Dans les deux cas, les études étaient organisées en deux cycles complets d'études supérieures, d'une durée de deux ans chacun.
De plus, la loi prévoit l'assimilation, sur demande, du diplôme d'ingénieur technicien (3 ans d'études supérieures) au diplôme d'ingénieur industriel.
Cette assimilation des ingénieurs techniciens et les deux types de diplômes d'ingénieur industriel délivrés peuvent être la source de confusions, puisque les porteurs du titre d'ingénieur industriel n'ont pas accès aux mêmes postes : il est possible pour les porteurs d'un de ces trois diplômes de poser leur candidature pour un emploi auprès de l'État Luxembourgeois dont l'offre requiert un diplôme d'ingénieur industriel, sans autre précision. Néanmoins, si une offre d'emploi requiert un grade universitaire, seul l'ingénieur industriel diplômé entre 2003 et 2009 par l'Université du Luxembourg peut déposer sa candidature. Si une offre d'emploi requiert un grade de type universitaire ou de niveau universitaire ou universitaire ou équivalent (donc deux cycles d'études « complets »), seuls les ingénieurs industriels (ceux diplômés par l'IST après 1998 ainsi que ceux diplômés par l'Université du Luxembourg après 2003) peuvent déposer leur candidature, l'ingénieur technicien n'ayant pas un grade suffisant.
Face à des postes dont les offres d'emplois précisent le type des études, les trois diplômes d'ingénieur délivrés au Grand-Duché de Luxembourg ne sont donc pas équivalents : un ingénieur technicien assimilé ingénieur industriel ne vaut pas, dans certains cas, un ingénieur industriel (universitaire ou non-universitaire); et un ingénieur industriel non-universitaire n'est pas un ingénieur industriel universitaire, et inversement.
La jurisprudence distingue ces situations : diplôme d'ingénieur technicien (ni universitaire, ni de niveau universitaire, durée d'études de trois ans, assimilé légalement à l'ingénieur industriel de type non universitaire), diplôme d'ingénieur industriel (associé à un grade de niveau universitaire, mais pas universitaire, durée d'études de 4 ans comprenant deux cycles complets) et diplôme d'ingénieur industriel (associé à un grade universitaire, durée d'études de 4 ans comprenant deux cycles complets).
La jurisprudence reconnait qu'aucune source légale ne permet de déduire que les diplômes délivrés par l'IST étaient des diplômes délivrés soit par une université, soit par une école d’enseignement supérieur à caractère universitaire. Cela est à opposer au fait que par définition, les diplômes finaux d'ingénieur industriel délivrés par l'Université du Luxembourg dès 2003 sont bien des diplômes universitaires.
La jurisprudence reconnait que le diplôme d'Ingénieur industriel est bien équivalent à un Master, étant donné la durée d'études de 4 ans pour l'obtention du diplôme final d'ingénieur industriel (ceci correspond à un Master de 240 ECTS).
L'ingénieur technicien ne peut, par défaut, prétendre qu'au groupe de traitement A2 des fonctionnaires ou employés de l'État, car il ne dispose que d'un grade certifiant trois années d'études (équivalent bachelor). Si son diplôme est assimilé à celui d'ingénieur industriel, il peut prétendre, comme l'ingénieur industriel (ayant obtenu son diplôme final d'ingénieur industriel après 4 années d'études), au groupe de traitement A1 des fonctionnaires ou employés de l'état, car il dispose d'un grade certifiant deux cycles d'études complets équivalents à un Master.
Ces règles ne s'appliquent pas au secteur privé, libre d'organiser ses embauches selon ses propres besoins.
Tous les titres d'ingénieur sont protégés au Grand-Duché du Luxembourg, et par conséquent également celui d'Ingénieur industriel. L'université du Luxembourg ne poursuit plus la formation d'Ingénieurs industriels, et délivra ses derniers diplômes d'Ingénieur industriel en 2008/2009.
L'Association Luxembourgeoise des Ingénieurs Industriels (A.S.B.L.) déclare défendre la profession d'Ingénieur industriel. Voici l'article 5 de ses statuts : « L’association a pour objet de faire valoir le rôle, la responsabilité et la place de la profession de ses membres dans la société tout en appliquant le principe de la solidarité. L’association respecte la diversité des statuts professionnels de ses membres, leurs besoins et leurs aspirations. »